# سیارک ۸۳۲۶
سیارک ۸۳۲۶ (به انگلیسی: 8326 Paulkling، نامگذاری:1981JS2) هشت هزار و سیصد و بیست و ششمین سیارک کشف شده‌است که در ۶ مه ۱۹۸۱ کشف شد.
قدر مطلق سیارک برابر ۱۴٫۵۰ است.